# اچ‌ام‌اس فائتون (۱۸۸۳)
اچ‌ام‌اس فائتون (۱۸۸۳) (به انگلیسی: HMS Phaeton (1883)) یک کشتی بود که طول آن ۳۰۰ فوت (۹۱ متر) between perpendiculars. بود. این کشتی در سال ۱۸۸۳ ساخته شد.